# PNOZ
PNOZ (Pilz-NOT-AUS-Zwangsgeführt) (Pilz-nødstop, tvangsstyret) er et af verdens første nødstop-/sikkerhedsrelæer, udviklet af den tyske producent Pilz GmbH & Co. KG. Produktet kom på markedet i 1987 og avancerede i løbet af meget kort tid til at være verdens mest anvendte sikkerhedsrelæ.
Siden er PNOZ relæet blevet videreudviklet, og dette har udmøntet sig i en hel serie af familievarianter:
- PNOZ X: sikkerhedsrelæer: elektromekaniske, potentialefrie, sikkerhedsrelæer
- PNOZsigma: kompakte, elektromekaniske sikkerhedsrelæer i minimal byggebredde
- PNOZelog: kompakte, slitagefrie, elektroniske sikkerhedsrelæer
- PNOZmulti: Modulære sikkerhedssystemer/-relæer, frit konfigurerbare, multifunktionelle og modulære
- PNOZpower: Modulære sikkerhedsrelæer til høje laster fra 8 til 16 A, direkte omskiftning af motorlaster